# 阿列克西伊夫卡 (霍廷市鎮)
51°8′6″N 34°52′10″E / 51.13500°N 34.86944°E
阿列克西伊夫卡（烏克蘭語：Олексіївка）是位於烏克蘭東北部的村莊，由蘇梅州蘇梅區的霍廷市鎮負責管轄。該村距離沃洛季米里夫卡、安德里伊夫卡和新米科拉伊夫卡2.5公里，海拔高度184米，2001年該村落人口547。